# Modello della probabilità di elaborazione
Il modello della probabilità di elaborazione (in inglese Elaboration Likelihood Model, ELM) è stato elaborato nel 1984 dagli psicologi Richard Petty e John Cacioppo.
Il modello descrive due modi diversi di elaborazione delle informazioni, in base alla motivazione e alla capacità cognitiva del ricevente. Il processo di persuasione nella comunicazione può seguire due percorsi: uno periferico e uno centrale. I due percorsi si distinguono nel modo in cui veicolano il messaggio. Gli individui si distinguono, attraverso una variabile della personalità descritta come il bisogno di cognizione, nel percorso attraverso il quale tendono più spesso ad elaborare le informazioni, quello centrale o periferico. Gli individui con un alto livello di bisogno di cognizione sono più inclini ad elaborare il messaggio per la via centrale di persuasione, gli individui con un livello di bisogno di cognizione basso tendono ad elaborare il messaggio per la via periferica di persuasione.

## I due percorsi
- Il percorso centrale è caratterizzato dalla forza degli argomenti e del contenuto e da un alto livello informativo. Il ricevente del messaggio è attivo nella rielaborazione, analisi e approfondita riflessione sull'informazione presentata. Il focus è quindi sul contenuto. La via centrale porta a una persuasione forte e duratura.
- Il percorso periferico è caratterizzato da un basso livello di rielaborazione da parte del ricevente, e da una maggiore attenzione agli aspetti superficiali e formali del messaggio, senza analisi critica e impegno cognitivo e con un basso livello informativo. Tali elementi della forma potrebbero essere per esempio l'attrattività fisica di un oratore o di un'immagine, una musica di sottofondo. Il focus è sulla forma. La persuasione raggiunta dalla via periferica è instabile e non duratura.

La scelta dell'utilizzo dell'uno o dell'altro percorso dipende dalla motivazione e capacità cognitiva del ricevente, il bisogno di cognizione, e da quanto si vuole che sia duraturo il messaggio.
La teoria elaborata da Petty e Cacioppo rimanda al concetto di risparmio cognitivo: noi siamo risparmiatori cognitivi nella misura in cui costantemente cerchiamo di conservare la nostra energia cognitiva. In questo senso l'utilizzo del percorso periferico a fini persuasivi risulta molto più frequente rispetto all'attivazione del percorso centrale.